# 那珂市消防本部
那珂市消防本部（なかししょうぼうほんぶ）は、茨城県那珂市の消防部局（消防本部）。管轄区域は那珂市全域。

## 概要
2018年度
- 消防本部：那珂市菅谷651-3
- 管内面積：97.80km2
- 職員定数：107人（実員97人）
- 消防署2カ所
- 火災件数：20件
- 救急出動件数：2,268件
- 救助出動件数：51件
- 消防予算：1,705,053千円

### 主力機械

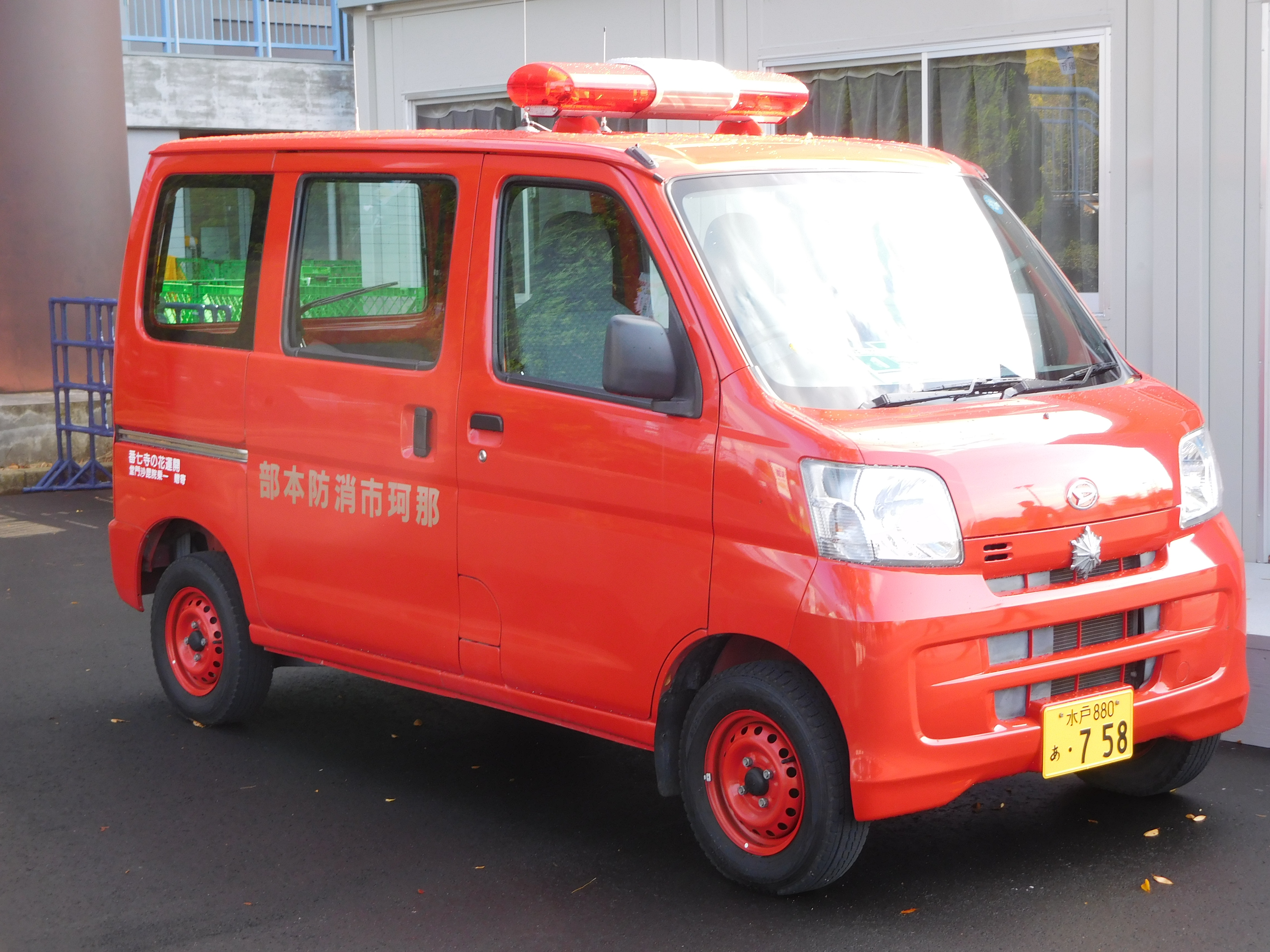
那珂市消防本部広報2号車（ダイハツ・ハイゼット）

2019年4月1日現在
- 消防ポンプ自動車：2
- 水槽付消防ポンプ自動車：2
- 小型はしご車：1
- 救助工作車：1
- 高規格救急自動車：4
- 救助艇：2
- 救助用水上バイク：1
- 司令車：1
- 広報車：3
- 資材搬送車：2
- 火災調査車：1
- 連絡車：6
- 防災活動車：1
- マイクロバス：1
- ボートトレーラー：1

## 沿革
- 1967年4月 那珂郡那珂町（当時）が那珂町消防本部・消防署を設置する。
- 1968年12月 那珂町消防署に救急車を配備し、救急業務を開始する。
- 1969年4月 那珂町及び那珂郡瓜連町の2町により那珂瓜連地区消防事務組合消防本部・消防署が発足する。那珂町消防署は那珂瓜連地区消防署に改称するとともに、瓜連町内に瓜連分署を設置する。
- 1974年6月 瓜連分署に救急車を配備し、救急業務を開始する。
- 1977年8月 特別救助隊が編成される。
- 1980年5月 那珂瓜連地区消防署が新庁舎に移転する。
- 1981年4月 組織の条例改正により1本部1署1分署体制から1本部2署体制に移行する。那珂瓜連地区消防署を東消防署に、那珂瓜連地区消防署瓜連分署を西消防署に改称する。
- 1990年3月 西消防署が新庁舎に移転する。
- 2005年1月 那珂町が瓜連町を編入合併するとともに市制移行し那珂市が誕生したことに伴い、那珂市消防本部が発足する。

## 組織
- 本部 - 総務課、予防課、警防課
- 消防署

### 消防署
| 消防署   | 住所      |
| -------- | --------- |
| 東消防署 | 菅谷651-3 |
| 西消防署 | 中里917-1 |